# Yeguada Militar de Jerez de la Frontera
La Yeguada Militar de Jerez de la Frontera es una institución militar española localizada en Jerez de la Frontera que se dedica a la cría equina entre otras actividades.

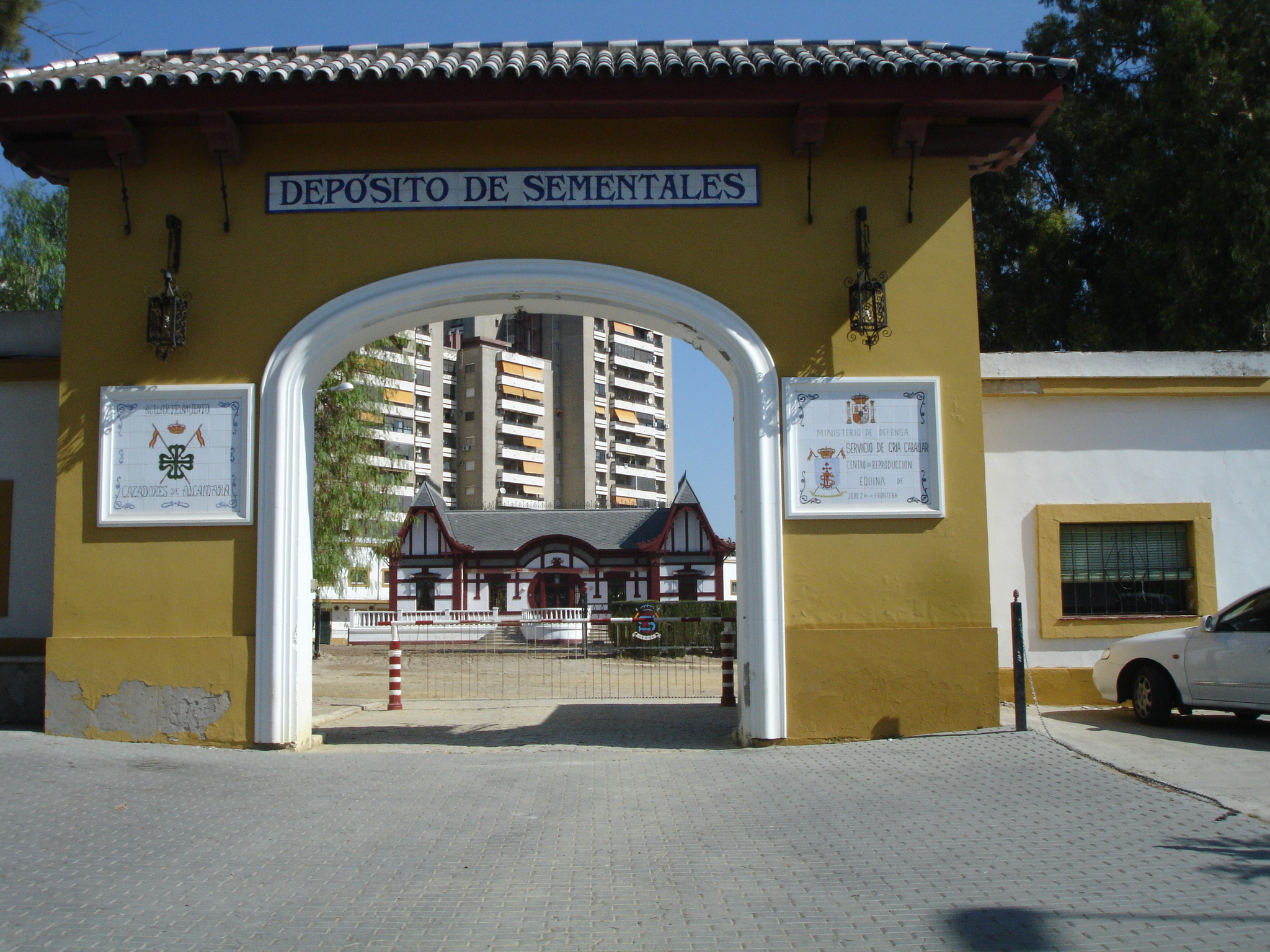
Entrada del Depósito de Sementales.

## Historia
Se crea en 1847, albergando el primer registro de los caballos andaluces (PRE) del mundo por orden de Isabel II
La Yeguada fue mundialmente conocida al participar sus caballos en diversas ediciones de los Juegos olímpicos
Actualmente provee caballos a caballos al Ejército (especialmente para la Guardia Real) y a las fuerzas y cuerpos de seguridad como la Policía Nacional o la Guardia Civil.
La Yeguada pasó en 2013 de ser un organismo autónomo a depender del Ministerio de Interior. Esto provocó la pérdida de una gran cantidad de ejemplares en 2013 por la liquidación del organismo de Cría Caballar de las Fuerzas Armadas. No obstante sigue siendo la entidad más importante de las que el Ministerio tiene para mantener el pura raza español.

## Centros

Escudo de la Yeguada Militar.

Consta principalmente de dos centros: Cortijo de Vicos y Depósito de Sementales.

### Cortijo de Vicos
Está situado en la carretera entre Jerez de la Frontera y Arcos de la Frontera, hospedando el Centro Militar de Cría Caballar donde también se celebran competiciones
Durante la guerra civil española fue un campo de concentración, por lo que se ha solicitado su declaración como "Lugar de Memoria Histórica".
Actualmente colabora en iniciativas medioambientales, como la cría del águila imperial.
Es  Patrimonio Inmueble de Andalucía

### Garrapilos
Aloja a los machos reproductores

### Depósito de Sementales
Es un depósito situado en Jerez de la Frontera (Cádiz), donde se celebran competiciones y subastas todos los años durante la Feria de Jerez, entregándose premios de gran prestigio, como el Caballo de oro. o el Campeón de campeones.

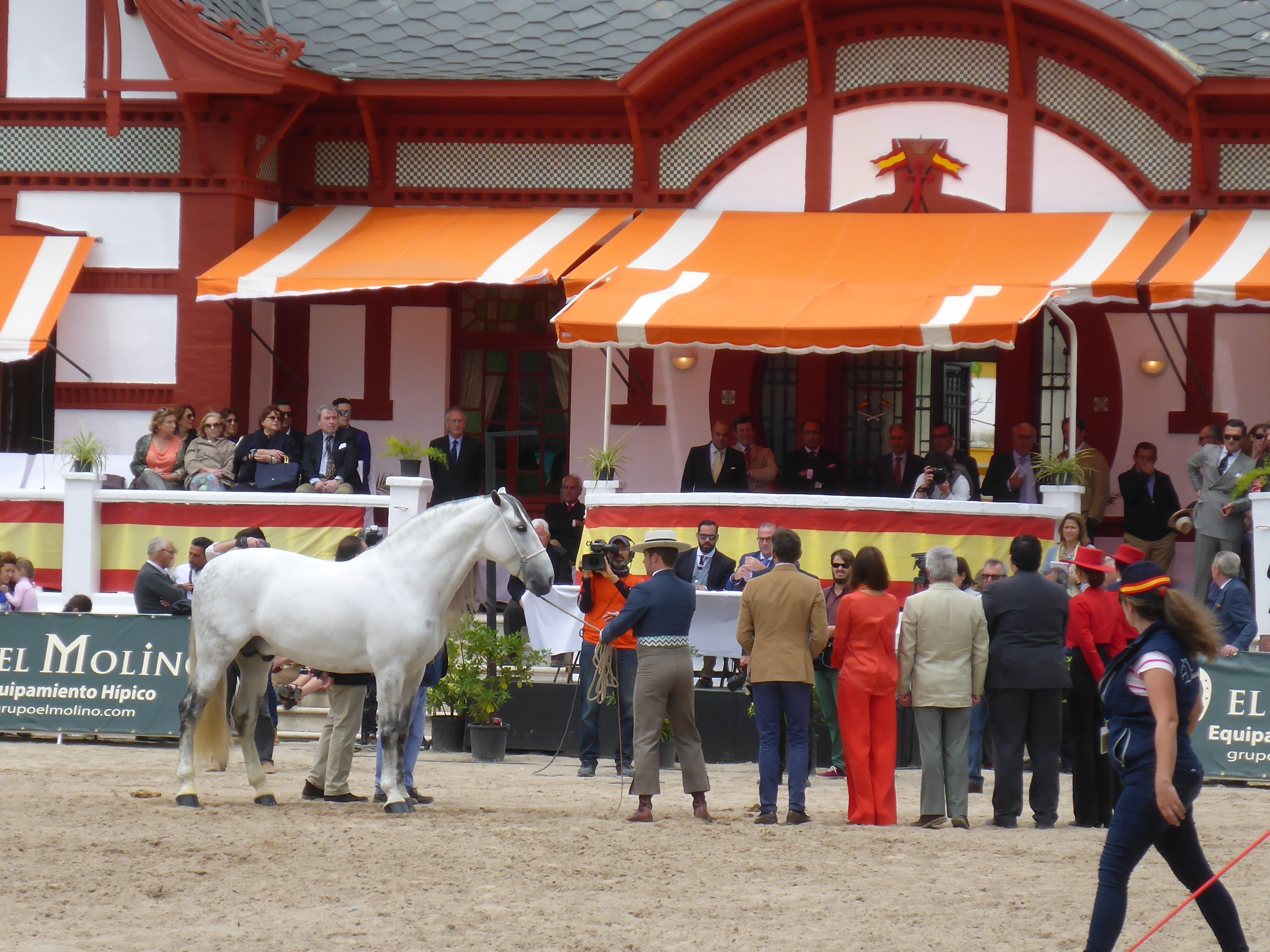
Entrega del Campeón de campeones 2016

Se tiene constancia de la cría de sementales en la Cartuja de Jerez en 1936
En 2011, se acordó compaginar el uso militar con el civil, realizando un complejo relacionado con el caballo. Aunque el proyecto ha recibido críticas por el lugar que ocuparán las iniciativas públicas y privadas en él y actualmente las instalaciones se encuentran abandonadas a la espera de aclarar su titularidad